# Dunadd
Dunadd (en gaèlic escocés: Dún Add, 'fort al [riu] Add') és un castre de l'edat del ferro i de períodes posteriors a prop de Kilmartin, a Argyll and Bute, Escòcia. Es pensa que fou la capital de l'antic Regne de Dál Riata.

## Descripció
Dunadd és un penya-segat rocós que podria haver estat anteriorment una illa i ara es troba a l'interior, prop del riu Add, d'on rep el nom, una mica al nord de Lochgilphead (NR 836 936). El terreny adjacent, ara en gran part recuperat, antigament era marjalenc i conegut com el Mòine Mhòr 'Gran Molsa' en gaèlic. Això, sens dubte, augmentaria el potencial defensiu de l'indret.

## Història
Originàriament habitat en l'edat del ferro, el llogaret fou més tard la capital dels reis de Dál Riata. És conegut per les seues singulars escultures en pedra, incloent una empremta i una pica que sembla haver format part del ritual de coronació dels reis de Dál Riata. En el mateix aflorament de la roca plana hi ha un dibuix de porc senglar en l'estil picte, i una inscripció en ogam. La inscripció sembla una referència a Finn Manach i està datada de final del segle VIII o de després.
Dunadd és esmentada dues vegades en fonts més antigues. El 683 els Annals d'Ulster registren: 'El setge de Dún At i el setge de Dún Duirn' sense comentaris sobre el resultat o els participants. En la mateixa crònica l'entrada del 736 afirma: "Aengus, fill de Fergus, rei dels pictes, va devastar el territori de Dál Riata, va conquerir Dún At, va incendiar Creic i capturà dos fills de Selbach, o siga, Donngal i Feradach'.
El llogaret fou ocupat després de 736, almenys fins al segle ix. És esmentat dues vegades en fonts posteriors, suggerint que tenia alguna importància. El 1436, està registrat que "Alan, fill de John Riabhach MacLachlan de Dunadd" fou nomenat senescal de les terres de Glassary; el principal lloc de residència dels MacLachlans de Dunadd quedava a sota del fort. El juny del 1506, uns comissaris nomenats per Jaume IV, i el comte i el bisbe d'Argyll, es van reunir a Dunadd per captar rendes i resoldre disputes.
Ara és un jaciment arqueològic, sota cura d'Historic Scotland, i està obert al públic (obert tot l'any de franc).

## Excavacions
Com que Dunadd és esmentat en fonts més antigues i és fàcilment identificable, ha estat excavat diverses vegades (1904-1905, 1929, 1980) i té un dels conjunts més importants de troballes de l'inici de l'edat mitjana d'Escòcia. Les troballes van des del segle vi fins al s. VIII: n'hi ha eines, armes, molinets de grans, ceràmica importada, peces decorades i motles per a fabricar metall fi (especialment joies).

## Imatges

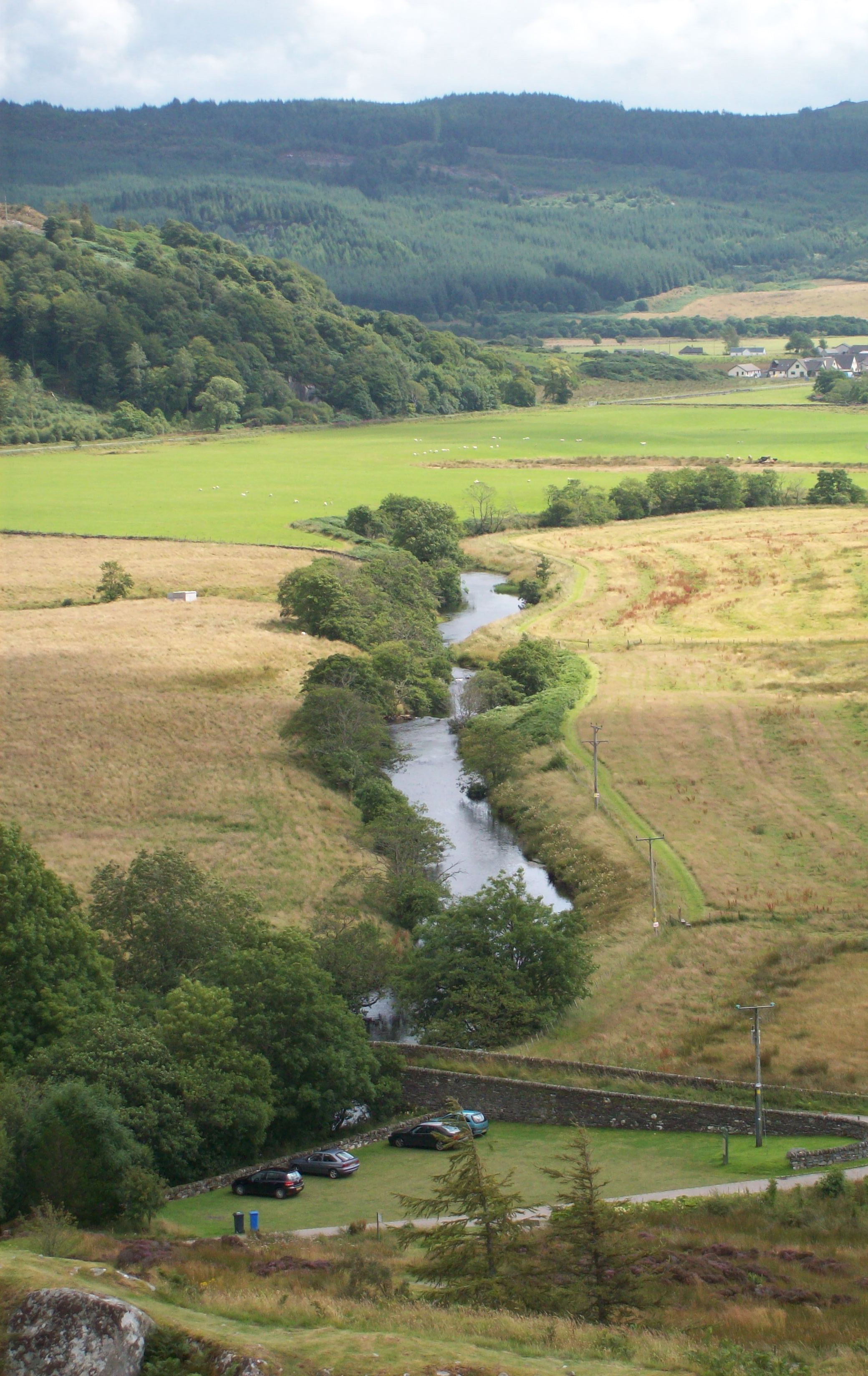
Una vista del riu Add des de Dunadd
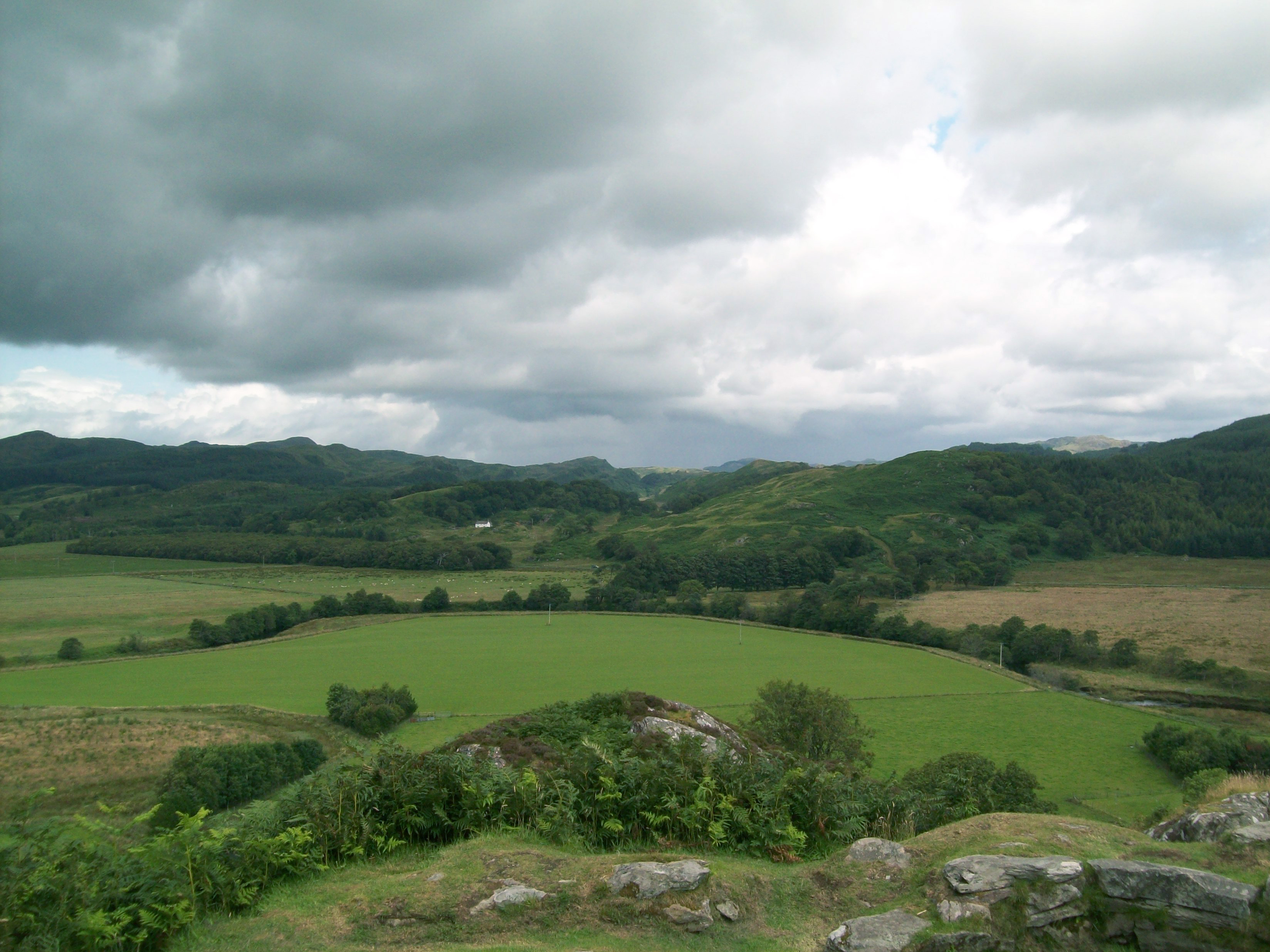
Una vista de la regió a l'entorn de Dunadd
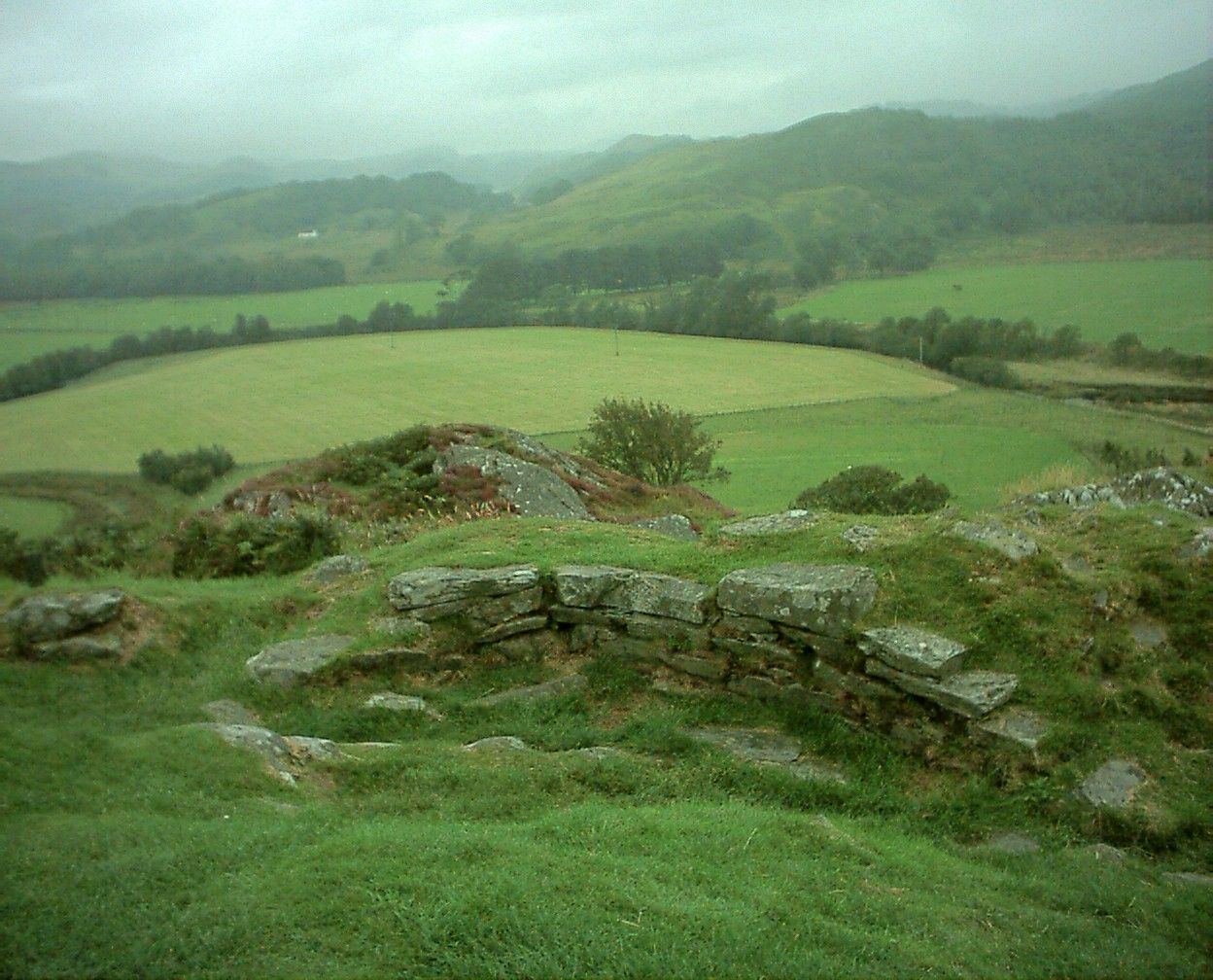
Castre de Dunadd - paisatge vist des de dalt de Dunadd
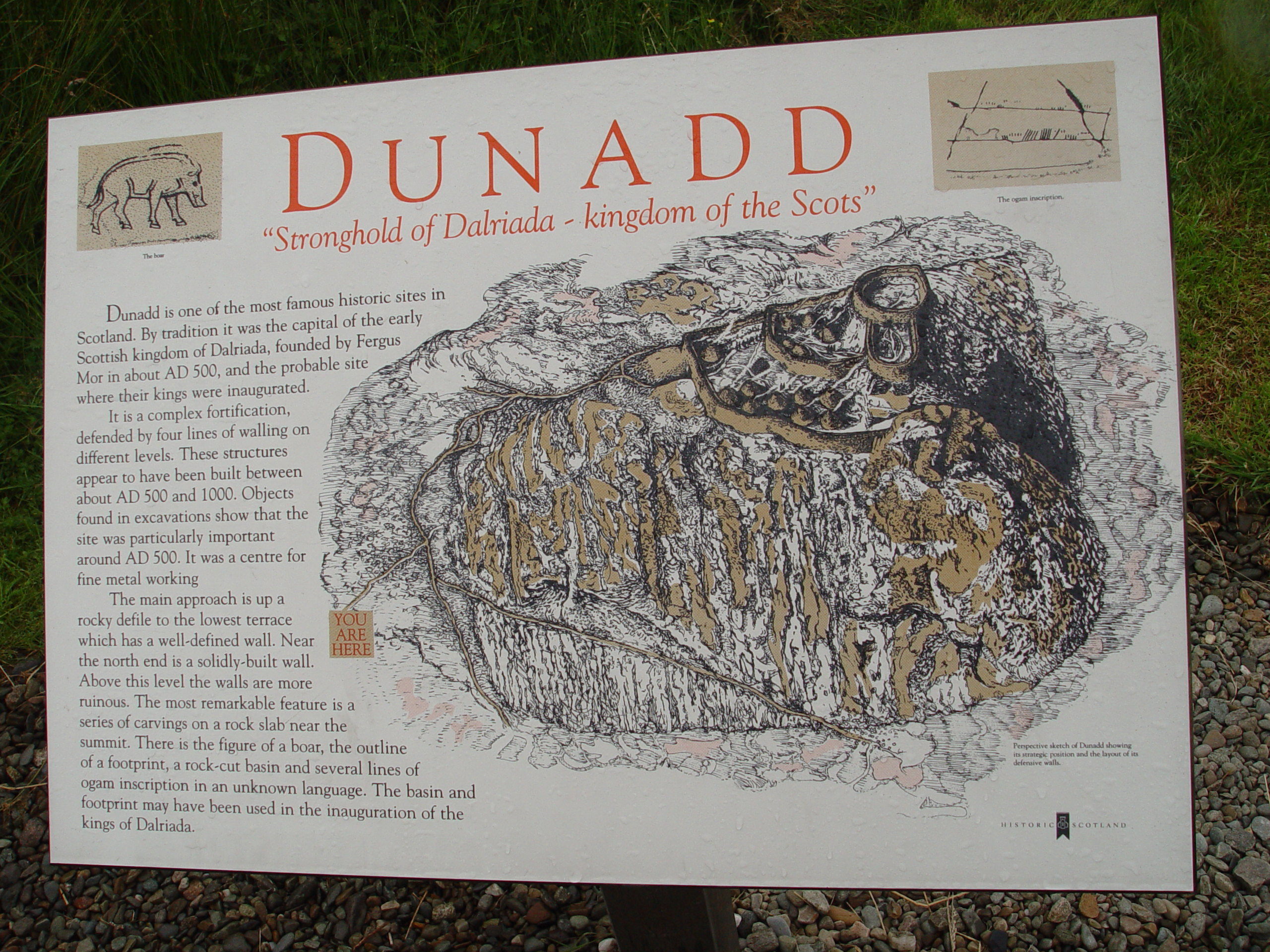
Mapa i descripció de Dunadd
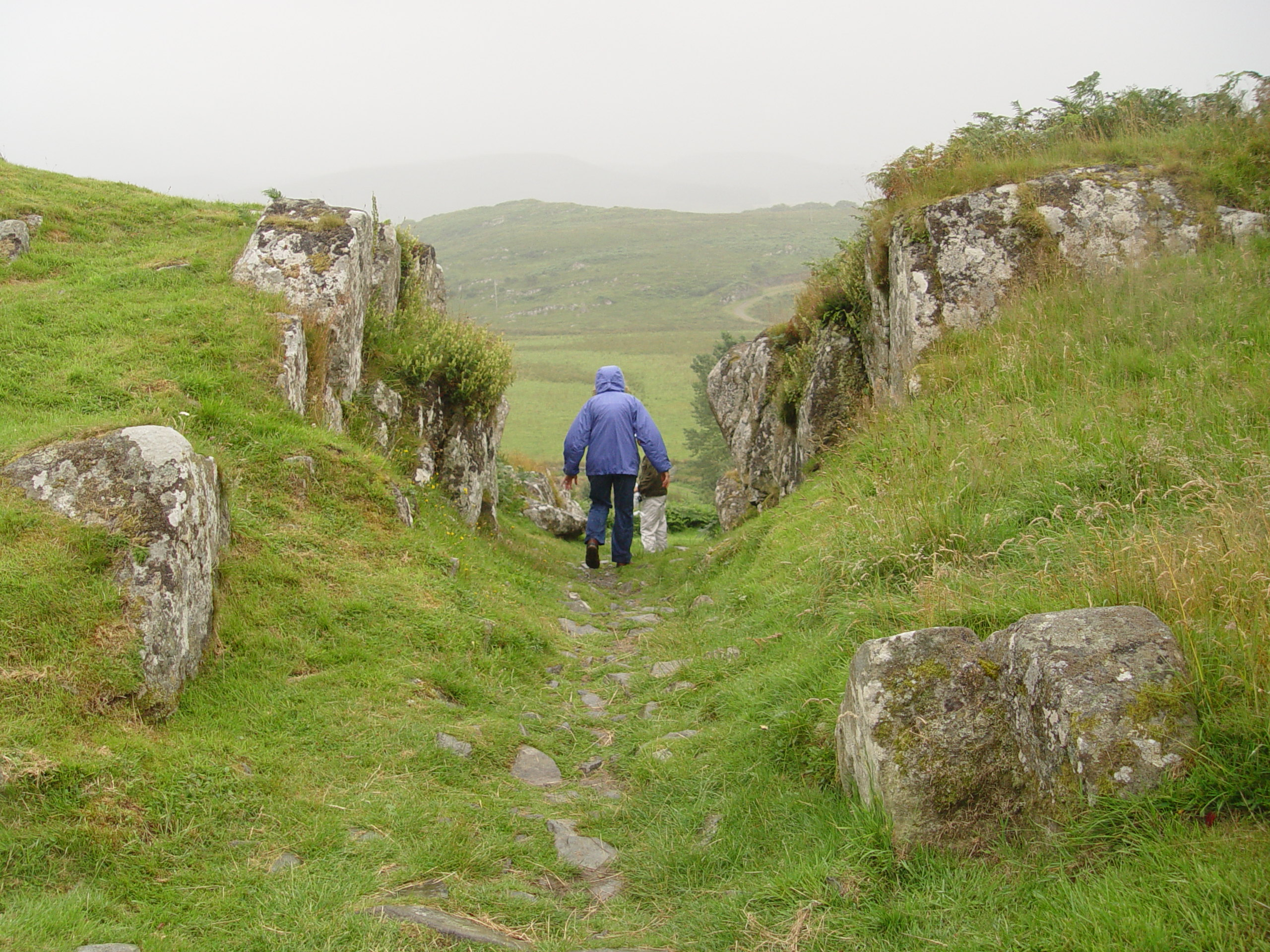
Corriol a la roca pròxim al cim
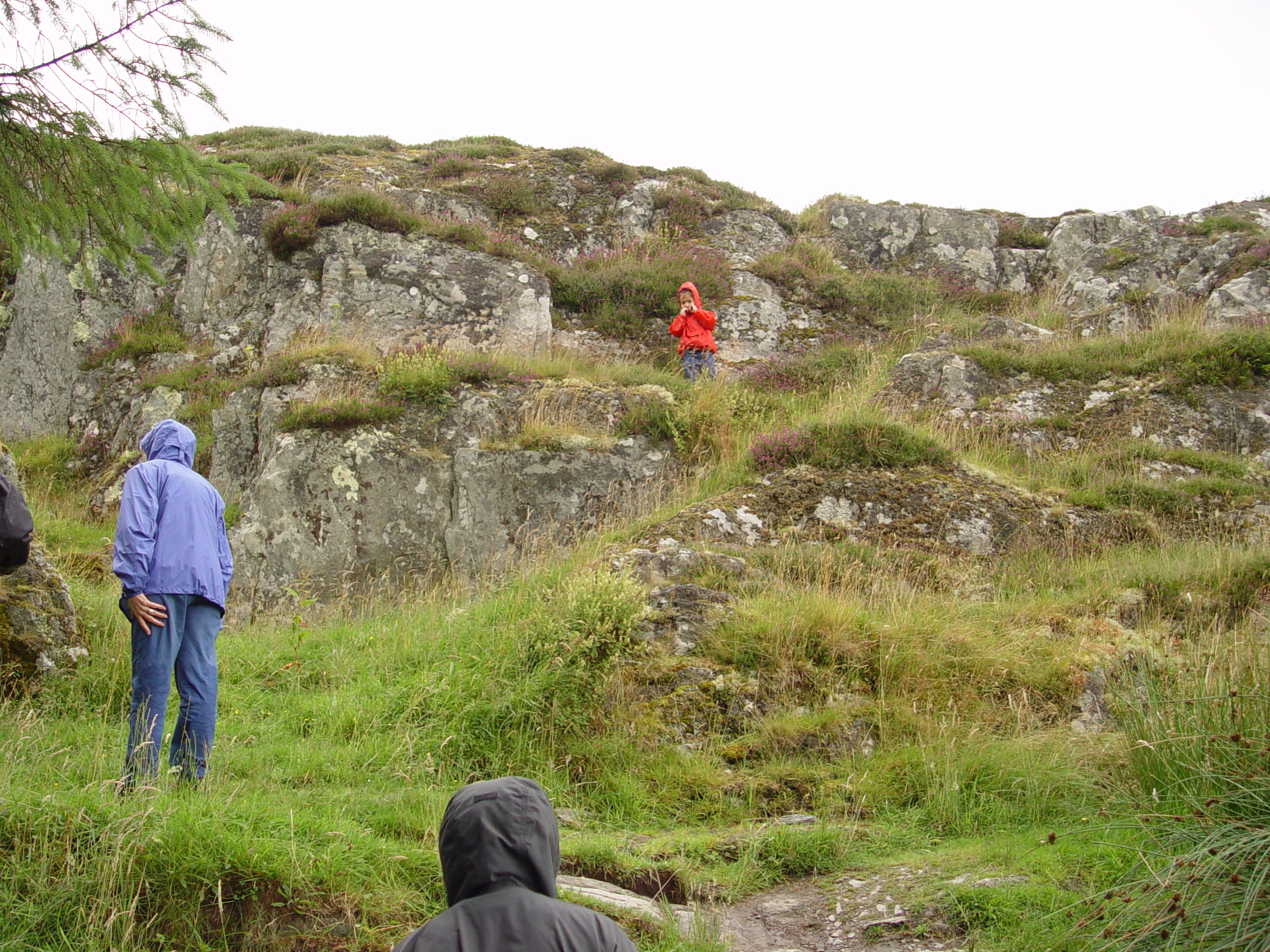
Pujada del vessant